# Alps Hockey League 2017-2018
L'Alps Hockey League 2017-2018 è la seconda stagione organizzata dall'Alps Hockey League (acronimo AHL), torneo sovranazionale fondato nel 2016 che vede iscritti team italiani, austriaci e sloveni.

## Squadre
La Lega, per questo secondo campionato, vede iscritte 17 partecipanti (tutte e 16 le squadre iscritte l'anno precedente con l'aggiunta dell'Olimpija Lubiana che, a seguito degli alti costi di gestione nella EBEL della squadra principale, decide di giocare col solo team satellite che viene iscritto in AHL). Le squadre sono provenienti da 3 diversi Paesi (Austria, Slovenia ed Italia).
| Girone | Club                   | Paese    | Regione             | Città                    | Arena                        | Capacità | Esordio in AHL |
| ------ | ---------------------- | -------- | ------------------- | ------------------------ | ---------------------------- | -------- | -------------- |
| Est    | EC KAC 2               | Austria  | Carinzia            | Klagenfurt am Wörthersee | Stadthalle Klagenfurt        | 5.088    | 2016-17        |
| Est    | EC Red Bull Salzburg 2 | Austria  | Salisburghese       | Salisburgo               | Eisarena Salzburg            | 3.200    | 2016-17        |
| Est    | HDD Jesenice           | Slovenia | Alta Carniola       | Jesenice                 | Športna dvorana Podmežakla   | 5.500    | 2016-17        |
| Est    | HK Olimpija            | Slovenia | Slovenia Centrale   | Lubiana                  | Hala Tivoli                  | 5.600    | 2017-18        |
| Ovest  | EK Zell am See         | Austria  | Salisburghese       | Zell am See              | Eishalle Zell am See         | 3.200    | 2016-17        |
| Ovest  | EC Kitzbühel           | Austria  | Tirolo              | Kitzbühel                | Sportpark Kapserbrücke       | 1.700    | 2016-17        |
| Ovest  | EHC Lustenau           | Austria  | Vorarlberg          | Lustenau                 | Rheinhalle                   | 2.200    | 2016-17        |
| Ovest  | VEU Feldkirch          | Austria  | Vorarlberg          | Feldkirch                | Vorarlberghalle              | 5.200    | 2016-17        |
| Ovest  | EHC Bregenzerwald      | Austria  | Vorarlberg          | Dornbirn                 | Messestadion Dornbirn        | 4.270    | 2016-17        |
| Sud A  | SG Cortina             | Italia   | Veneto              | Cortina d'Ampezzo        | Stadio Olimpico del Ghiaccio | 2.700    | 2016-17        |
| Sud A  | HC Pustertal           | Italia   | Trentino-Alto Adige | Brunico                  | Rienzstadion                 | 2.050    | 2016-17        |
| Sud A  | Ritten Sport           | Italia   | Trentino-Alto Adige | Collalbo                 | Arena Ritten                 | 1.200    | 2016-17        |
| Sud A  | HC Fassa               | Italia   | Trentino-Alto Adige | Alba di Canazei          | Gianmario Scola              | 3.500    | 2016-17        |
| Sud B  | Asiago Hockey          | Italia   | Veneto              | Asiago                   | Hodegart                     | 3.000    | 2016-17        |
| Sud B  | WSV Sterzing Broncos   | Italia   | Trentino-Alto Adige | Vipiteno                 | Weihenstephan Arena          | 1.700    | 2016-17        |
| Sud B  | HC Gherdëina           | Italia   | Trentino-Alto Adige | Selva di Val Gardena     | Pranives                     | 2.000    | 2016-17        |
| Sud B  | HC Neumarkt            | Italia   | Trentino-Alto Adige | Egna                     | WürthArena                   | 1.200    | 2016-17        |

## Formula
La formula venne modificata in questa seconda stagione: si è inizialmente giocata la stagione regolare dove ciascuna delle 17 squadre ha giocato 32 incontri (match di andata e ritorno tra tutte le iscritte al torneo), successivamente era prevista la disputa di quattro gironi (Est, Sud A e Sud B da 4 squadre; Ovest da 5) con andata e ritorno. Nei gironi da 4 squadre, ogni club ha disputato altri due incontri con squadre del proprio girone per portare il totale a 40 partite.
Nel mese di febbraio era stata prevista una sosta, in concomitanza con la disputa delle Olimpiadi di Pyeongchang 2018, durante la quale è stato anche disputato il primo Trofeo Ladino Elite, tra le squadre ladine iscritte al campionato (Cortina, Fassa e Gherdëina), che successivamente diventerà un torneo precampionato.
Al termine dei gironi le prime otto classificate si sono qualificate ai play-off, con le partite dei quarti e la finale giocate al meglio dei 7 incontri, le semifinali al meglio dei 5. Per gli accoppiamenti, le migliori classificate hanno scelto le sfidanti dei quarti, mentre per le semifinali la migliore classificata al termine della regular season ha giocato contro la peggiore classificata.

## Campionati nazionali

### Campionato italiano
Le otto squadre italiane partecipanti alla AHL si giocano anche il titolo italiano. È sempre prevista una final four, ma rispetto alla stagione precedente sono cambiati i criteri di qualificazione: non si qualificano più le quattro squadre meglio classificate al termine della stagione regolare, ma le prime due classificate dei gironi Sud A e Sud B, al termine della disputa dei gironi, le cui partite saranno concentrate tra il 26 dicembre ed il 6 gennaio.

### Campionato sloveno
Le due squadre slovene partecipano parallelamente al massimo campionato sloveno, assieme alle cinque squadre slovene militanti in International Hockey League. I primi due scontri tra le due squadre sono validi sia per la AHL che per il campionato sloveno.

## Stagione regolare
| Girone | Casa                                                               | Trasferta  | Trasferta | Trasferta                                      | Trasferta  | Trasferta     | Trasferta  | Trasferta  | Trasferta  | Trasferta   | Trasferta  | Trasferta  | Trasferta  | Trasferta    | Trasferta  | Trasferta  | Trasferta  | Trasferta  |
| Girone | Casa                                                               | Klagenfurt | Jesenice  | Ljubljana                                      | Salisburgo | Bregenzerwald | Feldkirch  | Kitzbühel  | Lustenau   | Zell am See | Cortina    | Fassa      | Renon      | Val Pusteria | Asiago     | Egna       | Gherdëina  | Vipiteno   |
| --- | ------------------------------------------------------------------ | ---------- | --------- | ---------------------------------------------- | ---------- | ------------- | ---------- | ---------- | ---------- | ----------- | ---------- | ---------- | ---------- | ------------ | ---------- | ---------- | ---------- | ---------- |
| Est | KAC 2                                                              | –          | 1:11      | 1:3                                            | 2:6        | 0:3           | 0:5        | 1:6        | 1:6        | 2:4         | 1:4        | 0:6        | 1:4        | 0:5          | 0:5        | 3:4 d.t.s. | 3:5        | 0:7        |
| Est | KAC 2                                                              | –          | 1:11      | 1:3                                            | 2:3        | 0:3           | 0:5        | 1:6        | 1:6        | 2:4         | 1:4        | 0:6        | 1:4        | 0:5          | 0:5        | 3:4 d.t.s. | 3:5        | 0:7        |
| Est | KAC 2                                                              | –          | 2:7       | 5:4 d.t.s.                                     |            | 0:3           | 0:5        | 1:6        | 1:6        | 2:4         | 1:4        | 0:6        | 1:4        | 0:5          | 0:5        | 3:4 d.t.s. | 3:5        | 0:7        |
| Est | KAC 2                                                              | –          | 2:7       | 5:4 d.t.s.                                     | 2:4        | 0:3           | 0:5        | 1:6        | 1:6        | 2:4         | 1:4        | 0:6        | 1:4        | 0:5          | 0:5        | 3:4 d.t.s. | 3:5        | 0:7        |
| Est | HDD Jesenice                                                       | 5:2        | –         | 6:4                                            | 3:2        | 4:3 d.t.r.    | 5:4 d.t.r. | 8:1        | 2:1        | 6:2         | 5:1        | 3:0        | 2:3 d.t.s. | 2:1 d.t.s.   | 3:4 d.t.s. | 6:5        | 6:2        | 2:1 d.t.r. |
| Est | HDD Jesenice                                                       | 5:2        | –         | 2:4                                            | 3:2        | 4:3 d.t.r.    | 5:4 d.t.r. | 8:1        | 2:1        | 6:2         | 5:1        | 3:0        | 2:3 d.t.s. | 2:1 d.t.s.   | 3:4 d.t.s. | 6:5        | 6:2        | 2:1 d.t.r. |
| Est | HDD Jesenice                                                       | 7:1        | –         | 1:3                                            |            | 4:3 d.t.r.    | 5:4 d.t.r. | 8:1        | 2:1        | 6:2         | 5:1        | 3:0        | 2:3 d.t.s. | 2:1 d.t.s.   | 3:4 d.t.s. | 6:5        | 6:2        | 2:1 d.t.r. |
| Est | HDD Jesenice                                                       | 7:1        | –         | 1:3                                            | 7:2        | 4:3 d.t.r.    | 5:4 d.t.r. | 8:1        | 2:1        | 6:2         | 5:1        | 3:0        | 2:3 d.t.s. | 2:1 d.t.s.   | 3:4 d.t.s. | 6:5        | 6:2        | 2:1 d.t.r. |
| Est | HK Olimpija                                                        | 6:0        | 2:3       | –                                              | 4:1        | 1:2 d.t.s.    | 2:3        | 5:1        | 4:2        | 7:0         | 3:1        | 6:1        | 0:2        | 2:0          | 4:0        | 3:0        | 6:2        | 4:3 d.t.r. |
| Est | HK Olimpija                                                        | 6:0        | 0:3       | –                                              | 4:1        | 1:2 d.t.s.    | 2:3        | 5:1        | 4:2        | 7:0         | 3:1        | 6:1        | 0:2        | 2:0          | 4:0        | 3:0        | 6:2        | 4:3 d.t.r. |
| Est | HK Olimpija                                                        | 8:2        | 2:0       | –                                              |            | 1:2 d.t.s.    | 2:3        | 5:1        | 4:2        | 7:0         | 3:1        | 6:1        | 0:2        | 2:0          | 4:0        | 3:0        | 6:2        | 4:3 d.t.r. |
| Est | HK Olimpija                                                        | 8:2        | 2:0       | –                                              | 2:6        | 1:2 d.t.s.    | 2:3        | 5:1        | 4:2        | 7:0         | 3:1        | 6:1        | 0:2        | 2:0          | 4:0        | 3:0        | 6:2        | 4:3 d.t.r. |
| Est | RB Hockey Jr.                                                      | 4:1        | 0:3       | 2:1 d.t.r.                                     | –          | 2:1           | 1:2        | 7:3        | 4:1        | 2:4         | 3:2 d.t.r. | 5:1        | 2:4        | 4:1          | 1:5        | 5:4 d.t.r. | 8:3        | 0:4        |
| Est | RB Hockey Jr.                                                      | 2:3 d.t.s. | 0:3       | 2:1 d.t.r.                                     | –          | 2:1           | 1:2        | 7:3        | 4:1        | 2:4         | 3:2 d.t.r. | 5:1        | 2:4        | 4:1          | 1:5        | 5:4 d.t.r. | 8:3        | 0:4        |
| Est | RB Hockey Jr.                                                      | 6:4        | 4:1       |                                                | –          | 2:1           | 1:2        | 7:3        | 4:1        | 2:4         | 3:2 d.t.r. | 5:1        | 2:4        | 4:1          | 1:5        | 5:4 d.t.r. | 8:3        | 0:4        |
| Est | RB Hockey Jr.                                                      | 6:4        | 4:1       | 5:1                                            | –          | 2:1           | 1:2        | 7:3        | 4:1        | 2:4         | 3:2 d.t.r. | 5:1        | 2:4        | 4:1          | 1:5        | 5:4 d.t.r. | 8:3        | 0:4        |
| Ovest | Bregenzerwald                                                      | 4:3 d.t.s. | 0:3       | 5:2                                            | 4:8        | –             | 3:5        | 3:1        | 5:1        | 6:1         | 3:6        | 6:5        | 6:4        | 4:2          | 4:3        | 4:2        | 5:1        | 3:1        |
| Ovest | Bregenzerwald                                                      | 4:3 d.t.s. | 0:3       | 5:2                                            | 4:8        | –             | 5:4 d.t.s. | 3:2        | 5:3        | 1:2         | 3:6        | 6:5        | 6:4        | 4:2          | 4:3        | 4:2        | 5:1        | 3:1        |
| Ovest | VEU Feldkirch                                                      | 2:1        | 3:6       | 6:1                                            | 3:2        | 3:2           | –          | 4:3 d.t.s. | 4:1        | 8:1         | 2:1 d.t.r. | 4:2        | 2:5        | 2:4          | 1:4        | 1:0        | 3:2 d.t.s. | 5:3        |
| Ovest | VEU Feldkirch                                                      | 2:1        | 3:6       | 6:1                                            | 3:2        | 7:4           | –          | 4:3 d.t.s. | 4:5        | 3:4         | 2:1 d.t.r. | 4:2        | 2:5        | 2:4          | 1:4        | 1:0        | 3:2 d.t.s. | 5:3        |
| Ovest | Kitzbühel                                                          | 2:0        | 5:9       | 5:0                                            | 2:6        | 4:1           | 2:3        | –          | 2:4        | 5:2         | 1:2 d.t.s. | 9:1        | 6:5 d.t.s. | 6:5 d.t.s.   | 4:6        | 4:0        | 3:2        | 6:2        |
| Ovest | Kitzbühel                                                          | 2:0        | 5:9       | 5:0                                            | 2:6        | 4:3           | 3:4        | –          | 3:4        | 1:3         | 1:2 d.t.s. | 9:1        | 6:5 d.t.s. | 6:5 d.t.s.   | 4:6        | 4:0        | 3:2        | 6:2        |
| Ovest | Lustenau                                                           | 9:1        | 2:5       | 1:4                                            | 5:3        | 2:5           | 2:5        | 4:3        | –          | 2:3         | 5:3        | 8:1        | 2:3        | 2:4          | 5:2        | 4:2        | 4:0        | 2:3 d.t.s. |
| Ovest | Lustenau                                                           | 9:1        | 2:5       | 1:4                                            | 5:3        | 6:1           | 4:2        | 4:2        | –          | 5:6         | 5:3        | 8:1        | 2:3        | 2:4          | 5:2        | 4:2        | 4:0        | 2:3 d.t.s. |
| Ovest | Zell am See                                                        | 4:3        | 1:0       | 2:5                                            | 1:3        | 6:3           | 1:4        | 5:1        | 2:1 d.t.s. | –           | 0:3        | 3:2        | 3:1        | 3:2 d.t.r.   | 2:6        | 5:1        | 3:0        | 3:1        |
| Ovest | Zell am See                                                        | 4:3        | 1:0       | 2:5                                            | 1:3        | 4:8           | 1:2 d.t.r. | 6:3        | 5:6 d.t.s. | –           | 0:3        | 3:2        | 3:1        | 3:2 d.t.r.   | 2:6        | 5:1        | 3:0        | 3:1        |
| Sud A | Cortina                                                            | 5:2        | 2:4       | 0:3                                            | 4:5 d.t.s. | 3:2 d.t.s.    | 4:3 d.t.s. | 6:1        | 5:3        | 4:2         | –          | 4:2        | 0:1        | 4:2          | 2:3        | 2:3 d.t.s. | 7:4        | 4:3        |
| Sud A | Cortina                                                            | 5:2        | 2:4       | 0:3                                            | 4:5 d.t.s. | 3:2 d.t.s.    | 4:3 d.t.s. | 6:1        | 5:3        | 4:2         | –          | 4:2        | 0:1        | 0:4          | 2:3        | 2:3 d.t.s. | 7:4        | 4:3        |
| Sud A | Cortina                                                            | 5:2        | 2:4       | 0:3                                            | 4:5 d.t.s. | 3:2 d.t.s.    | 4:3 d.t.s. | 6:1        | 5:3        | 4:2         | –          | 8:5        | 5:3        |              | 2:3        | 2:3 d.t.s. | 7:4        | 4:3        |
| Sud A | Cortina                                                            | 5:2        | 2:4       | 0:3                                            | 4:5 d.t.s. | 3:2 d.t.s.    | 4:3 d.t.s. | 6:1        | 5:3        | 4:2         | –          | 8:5        | 5:3        | 0:2          | 2:3        | 2:3 d.t.s. | 7:4        | 4:3        |
| Sud A | Fassa Falcons                                                      | 4:5 d.t.s. | 1:5       | 3:2                                            | 0:1        | 2:5           | 3:2        | 2:1 d.t.r. | 0:4        | 4:3         | 3:6        | –          | 3:4        | 1:5          | 0:3        | 4:3        | 0:3        | 1:9        |
| Sud A | Fassa Falcons                                                      | 4:5 d.t.s. | 1:5       | 3:2                                            | 0:1        | 2:5           | 3:2        | 2:1 d.t.r. | 0:4        | 4:3         | 3:6        | –          | 0:3        | 1:5          | 0:3        | 4:3        | 0:3        | 1:9        |
| Sud A | Fassa Falcons                                                      | 4:5 d.t.s. | 1:5       | 3:2                                            | 0:1        | 2:5           | 3:2        | 2:1 d.t.r. | 0:4        | 4:3         | 2:1        | –          | 2:6        |              | 0:3        | 4:3        | 0:3        | 1:9        |
| Sud A | Fassa Falcons                                                      | 4:5 d.t.s. | 1:5       | 3:2                                            | 0:1        | 2:5           | 3:2        | 2:1 d.t.r. | 0:4        | 4:3         | 2:1        | –          | 2:6        | 0:3          | 0:3        | 4:3        | 0:3        | 1:9        |
| Sud A | Ritten-Renon                                                       | 6:1        | 5:2       | 2:3 d.t.r.                                     | 7:1        | 8:4           | 5:2        | 3:1        | 7:4        | 4:1         | 2:1 d.t.s. | 5:1        | –          | 3:0          | 1:4        | 6:1        | 4:0        | 5:0        |
| Sud A | Ritten-Renon                                                       | 6:1        | 5:2       | 2:3 d.t.r.                                     | 7:1        | 8:4           | 5:2        | 3:1        | 7:4        | 4:1         | 2:1 d.t.s. | 5:1        | –          | 3:0          | 1:4        | 6:1        | 4:0        | 5:0        |
| Sud A | Ritten-Renon                                                       | 6:1        | 5:2       | 2:3 d.t.r.                                     | 7:1        | 8:4           | 5:2        | 3:1        | 7:4        | 4:1         | 4:3 d.t.r. | 1:0        | –          |              | 1:4        | 6:1        | 4:0        | 5:0        |
| Sud A | Ritten-Renon                                                       | 6:1        | 5:2       | 2:3 d.t.r.                                     | 7:1        | 8:4           | 5:2        | 3:1        | 7:4        | 4:1         | 4:3 d.t.r. | 1:0        | –          | 5:2          | 1:4        | 6:1        | 4:0        | 5:0        |
| Sud A | Val Pusteria                                                       | 3:2        | 0:4       | 2:3 d.t.r.                                     | 2:1        | 7:0           | 4:3 d.t.r. | 2:1        | 1:2        | 6:4         | 2:5        | 5:0        | 2:1        | –            | 3:1        | 4:0        | 5:2        | 1:2 d.t.r. |
| Sud A | Val Pusteria                                                       | 3:2        | 0:4       | 2:3 d.t.r.                                     | 2:1        | 7:0           | 4:3 d.t.r. | 2:1        | 1:2        | 6:4         | 2:1        | 5:0        | 2:1        | –            | 3:1        | 4:0        | 5:2        | 1:2 d.t.r. |
| Sud A | Val Pusteria                                                       | 3:2        | 0:4       | 2:3 d.t.r.                                     | 2:1        | 7:0           | 4:3 d.t.r. | 2:1        | 1:2        | 6:4         | 9:1        | 5:4 d.t.r. |            | –            | 3:1        | 4:0        | 5:2        | 1:2 d.t.r. |
| Sud A | Val Pusteria                                                       | 3:2        | 0:4       | 2:3 d.t.r.                                     | 2:1        | 7:0           | 4:3 d.t.r. | 2:1        | 1:2        | 6:4         | 9:1        | 5:4 d.t.r. | 0:1        | –            | 3:1        | 4:0        | 5:2        | 1:2 d.t.r. |
| Sud B | Asiago                                                             | 9:1        | 4:3       | 3:4                                            | 5:3        | 4:1           | 3:0        | 5:3        | 2:3 d.t.r. | 5:0         | 3:2        | 5:4        | 4:3        | 2:1 d.t.r.   | –          | 8:0        | 3:2        | 1:2        |
| Sud B | Asiago                                                             | 9:1        | 4:3       | 3:4                                            | 5:3        | 4:1           | 3:0        | 5:3        | 2:3 d.t.r. | 5:0         | 3:2        | 5:4        | 4:3        | 2:1 d.t.r.   | –          | 8:0        | 3:2        | 4:2        |
| Sud B | Asiago                                                             | 9:1        | 4:3       | 3:4                                            | 5:3        | 4:1           | 3:0        | 5:3        | 2:3 d.t.r. | 5:0         | 3:2        | 5:4        | 4:3        | 2:1 d.t.r.   | –          | 5:1        | 3:2        |            |
| Sud B | Asiago                                                             | 9:1        | 4:3       | 3:4                                            | 5:3        | 4:1           | 3:0        | 5:3        | 2:3 d.t.r. | 5:0         | 3:2        | 5:4        | 4:3        | 2:1 d.t.r.   | –          | 5:1        | 3:2        | 6:3        |
| Sud B | Neumarkt-Egna                                                      | 2:4        | 0:4       | 2:3                                            | 2:3        | 3:2 d.t.s.    | 3:4        | 3:2 d.t.s. | 4:3        | 1:2         | 4:3 d.t.s. | 7:4        | 5:6 d.t.s. | 1:9          | 2:6        | –          | 2:3        | 1:5        |
| Sud B | Neumarkt-Egna                                                      | 2:4        | 0:4       | 2:3                                            | 2:3        | 3:2 d.t.s.    | 3:4        | 3:2 d.t.s. | 4:3        | 1:2         | 4:3 d.t.s. | 7:4        | 5:6 d.t.s. | 1:9          | 2:6        | –          | 5:3        | 1:5        |
| Sud B | Neumarkt-Egna                                                      | 2:4        | 0:4       | 2:3                                            | 2:3        | 3:2 d.t.s.    | 3:4        | 3:2 d.t.s. | 4:3        | 1:2         | 4:3 d.t.s. | 7:4        | 5:6 d.t.s. | 1:9          | 0:3        | –          | 4:6        |            |
| Sud B | Neumarkt-Egna                                                      | 2:4        | 0:4       | 2:3                                            | 2:3        | 3:2 d.t.s.    | 3:4        | 3:2 d.t.s. | 4:3        | 1:2         | 4:3 d.t.s. | 7:4        | 5:6 d.t.s. | 1:9          | 0:3        | –          | 4:6        | 1:8        |
| Sud B | Gherdëina                                                          | 8:2        | 3:2       | 0:5                                            | 3:2 d.t.r. | 4:3           | 2:9        | 2:6        | 3:4 d.t.r. | 6:1         | 3:4        | 6:4        | 2:8        | 1:7          | 3:4        | 1:3        | –          | 1:2        |
| Sud B | Gherdëina                                                          | 8:2        | 3:2       | 0:5                                            | 3:2 d.t.r. | 4:3           | 2:9        | 2:6        | 3:4 d.t.r. | 6:1         | 3:4        | 6:4        | 2:8        | 1:7          | 3:4        | 4:2        | –          | 1:2        |
| Sud B | Gherdëina                                                          | 8:2        | 3:2       | 0:5                                            | 3:2 d.t.r. | 4:3           | 2:9        | 2:6        | 3:4 d.t.r. | 6:1         | 3:4        | 6:4        | 2:8        | 1:7          | 5:6        | 3:5        | –          |            |
| Sud B | Gherdëina                                                          | 8:2        | 3:2       | 0:5                                            | 3:2 d.t.r. | 4:3           | 2:9        | 2:6        | 3:4 d.t.r. | 6:1         | 3:4        | 6:4        | 2:8        | 1:7          | 5:6        | 3:5        | –          | 4:3 d.t r. |
| Sud B | Vipiteno Broncos                                                   | 10:1       | 3:2       | 4:1                                            | 7:2        | 2:3           | 1:2        | 6:3        | 2:4        | 5:0         | 5:4        | 8:1        | 1:2 d.t.r. | 1:2          | 2:4        | 7:2        | 4:5 d.t.r. | –          |
| Sud B | Vipiteno Broncos                                                   | 10:1       | 3:2       | 4:1                                            | 7:2        | 2:3           | 1:2        | 6:3        | 2:4        | 5:0         | 5:4        | 8:1        | 1:2 d.t.r. | 1:2          | 5:6        | 7:2        | 4:5 d.t.r. | –          |
| Sud B | Vipiteno Broncos                                                   | 10:1       | 3:2       | 4:1                                            | 7:2        | 2:3           | 1:2        | 6:3        | 2:4        | 5:0         | 5:4        | 8:1        | 1:2 d.t.r. | 1:2          | 7:2        | 5:1        |            | –          |
| Sud B | Vipiteno Broncos                                                   | 10:1       | 3:2       | 4:1                                            | 7:2        | 2:3           | 1:2        | 6:3        | 2:4        | 5:0         | 5:4        | 8:1        | 1:2 d.t.r. | 1:2          | 7:2        | 5:1        | 1:3        | –          |
| d.t.s. – dopo tempi supplementari; d.t.r. – dopo tiri di rigore                                                                           |                                                                    |            |           |                                                |            |               |            |            |            |             |            |            |            |              |            |            |            |            |
| \| \| Partite valide anche per l'Italian Hockey League - Elite 2017-2018 \| \| \| Partite valide anche per il campionato sloveno[1][2] \| |                                                                    |            |           |                                                |            |               |            |            |            |             |            |            |            |              |            |            |            |            |
| | Partite valide anche per l'Italian Hockey League - Elite 2017-2018 |            |           | Partite valide anche per il campionato sloveno |            |               |            |            |            |             |            |            |            |              |            |            |            |            |

### Classifica
| Pos. | Squadra                     | Pt | G  | V  | P  | VOT | POT | GF  | GS  | DR   |
| ---- | --------------------------- | -- | -- | -- | -- | --- | --- | --- | --- | ---- |
| 1.   | Asiago Hockey               | 97 | 40 | 30 | 6  | 3   | 1   | 162 | 88  | +74  |
| 2.   | Ritten Sport                | 91 | 40 | 26 | 6  | 5   | 3   | 157 | 83  | +74  |
| 3.   | HDD Jesenice                | 88 | 40 | 26 | 8  | 4   | 2   | 171 | 88  | +83  |
| 4.   | VEU Feldkirch               | 77 | 40 | 21 | 10 | 5   | 4   | 139 | 108 | +31  |
| 5.   | HC Val Pusteria             | 76 | 40 | 22 | 10 | 2   | 6   | 127 | 79  | +48  |
| 6.   | HK Olimpija                 | 72 | 40 | 21 | 13 | 3   | 3   | 126 | 94  | +32  |
| 7.   | EC Red Bull Salzburg Junior | 67 | 40 | 19 | 15 | 4   | 2   | 126 | 110 | +16  |
| 8.   | Vipiteno Broncos            | 66 | 40 | 19 | 14 | 2   | 5   | 150 | 106 | +44  |
| 9.   | SG Cortina                  | 64 | 40 | 17 | 13 | 3   | 7   | 123 | 110 | +13  |
| 10.  | EHC Bregenzerwald           | 63 | 40 | 18 | 16 | 3   | 3   | 135 | 135 | 0    |
| 11.  | EHC Lustenau                | 62 | 40 | 18 | 17 | 3   | 2   | 139 | 124 | +15  |
| 12.  | EK Zell am See              | 60 | 40 | 18 | 18 | 2   | 2   | 105 | 138 | -33  |
| 13.  | EC Kitzbühel                | 42 | 40 | 11 | 22 | 2   | 5   | 125 | 144 | -19  |
| 14.  | HC Gherdëina                | 38 | 40 | 10 | 25 | 3   | 2   | 114 | 162 | -48  |
| 15.  | HC Egna                     | 25 | 40 | 4  | 28 | 5   | 3   | 90  | 170 | -80  |
| 16.  | HC Fassa                    | 21 | 40 | 6  | 32 | 1   | 1   | 79  | 185 | -106 |
| 17.  | EC KAC 2                    | 11 | 40 | 1  | 34 | 3   | 2   | 63  | 207 | -144 |

Criteri: Punti ottenuti, miglior differenza reti e maggior numero di reti segnate negli scontri diretti ed eventualmente maggior numero di vittorie complessive determinano il piazzamento in classifica in caso di eguale punteggio.

Legenda:

      Ammesse ai play-off

## Playoff

### Pick Playoff
Nel Pick Playoff, che si è svolto ad Innsbruck il 4 marzo, all'indomani dell'ultima giornata di regular season, le squadre classificate ai primi tre posti hanno avuto la possibilità di scegliere gli avversari dei quarti di finale.
L'Asiago ha scelto il Vipiteno Broncos, il Renon ha scelto il Red Bull Junior Salisburgo 2 mentre lo Jesenice ha scelto l'Olimpjia. Di conseguenza, l'ultimo quarto di finale è risultato essere quello tra Feldkirch e Val Pusteria.

### Semifinali
Per le semifinali la formula prevedeva che la migliore classificata sfidasse la peggiore, di conseguenza le altre due squadre rimaste completavano il turno di semifinale. Curiosamente, diversamente dai quarti di finale e dalla finale, le semifinali si giocarono al meglio dei 5 incontri (anziché 7).

### Tabellone
|  | Quarti di finale | Quarti di finale | Quarti di finale | Quarti di finale | Quarti di finale | Quarti di finale | Quarti di finale | Quarti di finale | Quarti di finale |  |  | Semifinali   | Semifinali   | Semifinali   | Semifinali   | Semifinali | Semifinali | Semifinali |   |   | Finale | Finale | Finale | Finale | Finale | Finale | Finale | Finale | Finale |  |
|  |                  |                  |                  |                  |                  |                  |                  |                  |                  |  |  |              |              |              |              |            |            |            |   |   |        |        |        |        |        |        |        |        |        |  |
|  | Asiago           | Asiago           | Asiago           | Asiago           | Asiago           | 7                | 3                | 4                | 5                |  |  |              |              |              |              |            |            |            |   |   |        |        |        |        |        |        |        |        |        |  |
|  | Vipiteno Broncos | Vipiteno Broncos | Vipiteno Broncos | Vipiteno Broncos | Vipiteno Broncos | 5                | 2                | 1                | 1                |  |  | Asiago       | Asiago       | Asiago       | Asiago       | 5          | 4†         | 5          |   |   |        |        |        |        |        |        |        |        |        |  |
|  | VEU Feldkirch    | VEU Feldkirch    | VEU Feldkirch    | 0                | 4                | 4†               | 3                | 4                | 1                |  |  | Val Pusteria | Val Pusteria | Val Pusteria | Val Pusteria | 4          | 3          | 3          |   |   |        |        |        |        |        |        |        |        |        |  |
|  | Val Pusteria     | Val Pusteria     | Val Pusteria     | 2                | 2                | 3                | 4†               | 5‡               | 3                |  |  |              |              |              |              |            |            |            |   |   | Asiago | Asiago | 3      | 2      | 5      | 0      | 2      | 2      | 7      |  |
|  | HDD Jesenice     | HDD Jesenice     | HDD Jesenice     | HDD Jesenice     | HDD Jesenice     | 4                | 3†               | 5                | 6                |  |  |              |              | Ritten-Renon | Ritten-Renon | 0          | 3          | 1          | 2 | 1 | 3      | 5      |        |        |        |        |        |        |        |  |
|  | HK Olimpija      | HK Olimpija      | HK Olimpija      | HK Olimpija      | HK Olimpija      | 3                | 2                | 0                | 0                |  |  | HDD Jesenice | HDD Jesenice | HDD Jesenice | 4†           | 0          | 1          | 2          |   |   |        |        |        |        |        |        |        |        |        |  |
|  | Ritten-Renon     | Ritten-Renon     | Ritten-Renon     | Ritten-Renon     | 1                | 2                | 4                | 4                | 4†               |  |  | Ritten-Renon | Ritten-Renon | Ritten-Renon | 3            | 4          | 4          | 3†         |   |   |        |        |        |        |        |        |        |        |        |  |
|  | RB Hockey Jr.    | RB Hockey Jr.    | RB Hockey Jr.    | RB Hockey Jr.    | 3                | 0                | 1                | 1                | 3                |  |  |              |              |              |              |            |            |            |   |   |        |        |        |        |        |        |        |        |        |  |

Legenda: † - Partita terminata dopo un tempo supplementare; ‡ - Partita terminata dopo due tempi supplementari

### Quarti di finale

#### Gara 1
| Arbitri: | Miha Bajt Andrea Moschen |

| |           | |
| Scandella (Bardaro, Gellert) 13:10 Rosa (Pace, Pietroniro) 16:09 Scandella (Nigro, Benetti) 20:39 Scandella (Benetti, Gellert) 22:38 Gellert (Bardaro, Rosa) 31:39 Rosa (Pietroniro) 53:20 Rosa (Pietroniro, Bardaro) 59:10 | Marcatori | 14:55 Deluca (Hackhofer, Oberdorfer) 37:37 Kofler (Deluca, Hackhofer) 46:20 Hackhofer (Felicetti, Oberdorfer) 47:00 Mantinger (Felicetti, Lee) 56:38 Lee (Sotlar, Nyren) |

| Arbitri: | Alex Lazzari Matthias Ruetz |

|                                     |           |                                                                                |
| Frei (Borgatello, T. Spinell) 57:06 | Marcatori | 16:16 Soramies (Schreier, Feldner) 27:57 Wachter (Eder) 59:46 Kainz (Soramies) |

| Arbitri: | Miha Bulovec Christian Ofner |

| |           |                                                                                |
| Cimzar (Bašič, Glavic) 10:37 Piispanen (Magovac) 20:54 Tomazevic (Cimzar, Tavzelj) 26:50 Magovac (Cimzar, U. Sodja) 40:14 | Marcatori | 18:07 Koren (Hebar) 46:55 Hebar (Svete, Rajsar) 55:27 Chavatal (Hebar, Rajsar) |

| Arbitri: | Daniel Gamper Marco Mori |

|  |           |                                                                          |
|  | Marcatori | 44:22 Oberrauch (Leitner, Hofer) 48:19 Oberrauch (Ringrose, Andergassen) |

#### Gara 2
| Arbitri: | Florian Widmann Marco Mori |

|                                                        |           | |
| Gabri (Felicetti, Bernard) 37:37 Bustreo (Nyren) 44:35 | Marcatori | 10:35 Scandella (Bardaro, Nigro) 21:25 Sullivan (Tessari, Casetti) 36:38 Miglioranzi (Pace, Bardaro) |

| Arbitri: | Christian Ofner René Strasser |

|  |           |                                                          |
|  | Marcatori | 19:09 T. Spinell (Eisath, Hofer) 30:45 Frei (J. Kostner) |

| Arbitri: | Miha Bulovec Alex Lazzeri |

|                                               |           |                                                                                                |
| Pesjak (Snoj, Svete) 00:57 Hebar (Zajc) 28:53 | Marcatori | 29:14 Magovac (Bašič, Cimzar) 47:09 Bašič (U. Sodja, Tavzelj) 75:23 Alagic (U. Sodja, Tavzelj) |

| Arbitri: | Andrea Moschen Matthias Ruetz |

|                                                                    |           | |
| Bona (Erlacher, Tauber) 12:24 Pance (Bruneteau, Di Casmirro) 57:34 | Marcatori | 07:25 Wiedmaier (Draschkowitz, Riener) 08:12 Reintaler (Stanley) 38:33 Loik (Stanley, Reintaler) 49:36 Winzig (Stanley, Mairitsch) |

#### Gara 3
| Arbitri: | Daniel Gamper Alex Lazzeri |

| |           |                               |
| Rosa (Bardaro, Pace) 20:31 Pace (Rosa, Bardaro) 23:15 Bardaro (Pace, Casetti) 33:30 Rosa (Scandella, Gellert) 40:28 | Marcatori | 15:02 Felicetti (Lee, Sotlar) |

| Arbitri: | Miha Bajt Florian Widmann |

| |           |                              |
| Fink (T. Spinell) 18:22 Fink (Traversa) 26:20 V. Ahlström (S. Kostner, Lutz) 52:01 T. Spinell (Frei, Hofer) 59:46 | Marcatori | 54:04 Strodel (Kainz, Quaas) |

| Arbitri: | Marco Mori Andrea Moschen |

| |           |  |
| U. Sodja (Alagic, Pem) 8:34 Glavic (Alagic, Kraigher) 23:16 Cimzar (U. Sodja, Bašič) 29:23 Bašič (Cimzar, Tavzelj) 37:25 Cimzar (Glavic, Tavzelj) 39:39 | Marcatori |  |

| Arbitri: | Patrick Fichtner Turo Virta |

| |           |                                                                            |
| Puschnik (Draschkowitz, Wiedmaier) 34:01 Puschnik (Stanley, Mairitsch) 35:41 Raintaler (Stanley, Mairitsch) 43:27 Mairitsch (Wiedmaier, Puschnik) 65:14 | Marcatori | 56:14 Hofer (Ringrose) 57:08 Jaques (Helfer, Hofer) 58:51 Ringrose (Hofer) |

#### Gara 4
| Arbitri: | Alex Lazzeri Micha Bulovec |

|                           |           | |
| Lee (Nyren, Sotlar) 15:59 | Marcatori | 28:53 Stevan 29:59 Gellert (Rosa) 31:34 Pietrobon (Gellert, Scandella) 32:35 Pace 50:48 Pietrobon (Scandella, Bardaro) |

| Arbitri: | Patrick Fichtner Daniel Gamper |

|                               |           | |
| Baltram (Wachter, Eder) 57:04 | Marcatori | 43:30 Frei (Faustner, J. Kostner) 45:40 Traversa (Borgatello) 59:11 O. Ahlströhm (T. Spinell) 59:25 V. Ahlströhm (S. Kostner, Hofer) |

| Arbitri: | Christian Ofner Florian Widmann |

|  |           | |
|  | Marcatori | 04:53 Logar (Alagic, Pem) 32:52 Kalan (Planko, Pem) 34:25 Planko (Alagic, J. Sodja) 46:45 Piispanen (Kalan, Saunders) 48:34 Magovac (Bašič, Tavzelj) 52:21 Planko (Logar, Piispanen) |

| Arbitri: | Miha Bajt Matthias Ruetz |

| |           | |
| Ringrose (Andergassen, Hofer) 07:41 Ringrose (Andergassen, Oberrauch) 26:36 Bruneteau (Jaques) 52:03 Tauber (Pance, DiCasmirro) 74:48 | Marcatori | 17:31 Mairitsch (Birnstill, Tikkinen) 31:23 Mairitsch (Stanley, Birnstill) 32:34 Stanley (Birnstill, Tikkinen) |

#### Gara 5
| Arbitri: | Marco Mori Matthias Ruetz |

| |           |                                                                                        |
| O. Ahlströhm (Lutz, V. Ahlströhm) 16:32 Cole (S. Kostner, V. Ahlströhm) 24:21 Frei (Borgatello) 27:24 O. Ahlströhm (Borgatello, V. Ahlströhm) 60:32 | Marcatori | 22:01 Baltram (Wachter) 43:47 Soramies (Witting, Egger) 49:45 Östling (Kainz, Strodel) |

| Arbitri: | Alex Lazzeri Rene Strasser |

| |           | |
| Winzig (Tikkinen, Grasböck) 03:04 Witting (Wiedermaier, Reinthaler) 39:10 Winzig (Wiedermaier, Loibnegger) 43:27 Wiedermaier (Tikkinen, Draschkowitz) 53:56 | Marcatori | 14:28 Jaques (Berger) 23:38 Ringrose (Andergassen, Oberrauch) 57:55 Andergassen (Hofer) 59:43 Ringrose (Andergassen, Oberrauch) 84:16 Ringrose (Andergassen, Hofer) |

#### Gara 6
| Arbitri: | Miha Bajt Turo Virta |

| |           |                                     |
| Oberrauch (Ringrose, Andergassen) 25:55 Helfer (DiCasmirro, Ringrose) 26:34 Ringrose (Andergassen) 58:26 | Marcatori | 33:08 Winzig (Fekete, Draschkovitz) |

### Semifinali

#### Gara 1
| Arbitri: | Miha Bulovec Florian Widmann |

| |           | |
| Nigro (Scandella) 08:05 Pietroniro (Nigro, Forte) 11:52 Scandella (Rosa, Gellert) 24:28 Rosa (Bardaro, Pace) 27:02 Gellert (Bardaro, Pace) 39:20 | Marcatori | 22:37 Andergassen (Ringrose, Oberrauch) 50:15 Tauber (Di Casmirro, Ringrose) 55:51 Andergassen (Bruneteau, Ringrose) 59:43 Althuber (Helfer, Ringrose) |

| Arbitri: | Marco Mori Matthias Ruetz |

|                                                                                              |           | |
| Eisath (Tudin, T. Spinell) 21:32 Eisath (T. Spinell, Tudin) 34:48 Tudin (Lutz, Eisath) 41:13 | Marcatori | 09:29 U. Sodja (Bašič, Magovac) 37:01 Pem (Alagic) 55:50 Kalan (Tavzelj, Piispanen) 67:09 Pem (Alagic, Planko) |

#### Gara 2
| Arbitri: | Daniel Gamper Turo Virta |

| |           | |
| De Lorenzo Meo (Berger, Andergassen) 07:57 Helfer (Andergassen, Hofer) 29:05 Hofer (Andergassen, Oberrauch) 46:40 | Marcatori | 13:20 Stevan (Magnabosco, Pietroniro) 24:46 Bardaro (Tessari, Nigro) 26:31 Rosa (Gellert, Nigro) 69:54 Nigro |

| Arbitri: | Patrick Fichtner Alex Lazzeri |

|  |           | |
|  | Marcatori | 08:09 T. Spinell (Traversa) 13:56 Tudin (Tauferer, Borgatello) 32:18 Cole (Tudin) 54:14 Lutz (Caletti, Traversa) |

#### Gara 3
| Arbitri: | Matthias Ruetz Alex Lazzari |

| |           | |
| Scandella (Nigro, Rosa) 00:37 Bardaro (Rosa, Pace) 07:07 Scandella (Bardaro, Gellert) 22:37 Scandella (Benetti, Nigro) 56:19 Pace (Rosa) 58:22 | Marcatori | 25:27 Pance (Di Casmirro, Tauber) 28:20 De Lorenzo Meo (Laner, Bona) 55:51 Ringrose (Oberrauch, Bruneteau) |

| Arbitri: | Miha Bulovec Daniel Gamper |

| |           |                               |
| Hofer (Traversa) 09:22 H. Tauferer (V. Ahlström, O. Ahlström) 15:14 Frei (Fauster) 53:03 O. Ahlström (S. Kostner) 58:47 | Marcatori | 09:29 Bašič (Tavzelj, Cimzar) |

#### Gara 4
| Arbitri: | Alex Lazzeri Christian Ofner |

|                                                                |           |                                                                                         |
| Logar (Magovac, U. Sodja) 22:49 Glavic (Magovac, Cimzar) 33:16 | Marcatori | 49:32 Frei (Fauster, J. Kostner) 52:07 O. Ahlström (T. Spinell) 68:03 Frei (J. Kostner) |

### Finale

#### Gara 1
| Arbitri: | Christian Ofner Miha Bulovec |

|                                                                                             |           |  |
| Scandella (Nigro, Gellert) 08:35 Conci (Forte, Dal Sasso) 10:11 Conci (Rosa, Bardaro) 34:41 | Marcatori |  |

#### Gara 2
| Arbitri: | Patrick Fichtner Matthias Ruetz |

|                                                                                          |           |                                                   |
| T. Spinell (Borgatello, Tudin) 16:24 Frei (Traversa, J. Kostner) 22:28 O. Ahlström 63:43 | Marcatori | 32:20 Bardaro (Nigro, Rosa) 59:20 Nigro (Bardaro) |

#### Gara 3
| Arbitri: | Daniel Gamper Alex Lazzeri |

| |           |                                             |
| Nigro (Scandella, Bardaro) 10:08 Sullivan (Pace, Pietroniro) 11:43 Bardaro (Casetti, Rosa) 24:49 Gellert (Bardaro, Pietroniro) 26:47 Magnabosco (Stevan, Sullivan) 53:20 | Marcatori | 14:13 S. Kostner (V. Ahlström, O. Ahlström) |

#### Gara 4
| Arbitri: | Miha Bulovec Patrick Fichtner |

|                                                         |           |  |
| O. Ahlström (Lutz) 44:47 S. Kostner (I. Tauferer) 50:29 | Marcatori |  |

#### Gara 5
| Arbitri: | Alex Lazzeri Christian Ofner |

|                                                                    |           |                          |
| Scandella (Stevan, Sullivan) 14:20 Rosa (Scandella, Bardaro) 41:32 | Marcatori | 26:05 Tudin (T. Spinell) |

#### Gara 6
| Arbitri: | Miha Bulovec Matthias Ruetz |

| |           |                                                       |
| T. Spinell (Tudin, Fink) 09:23 V. Ahlström (S. Kostner, O. Ahlström) 46:44 Lutz (V. Ahlström) 50:54 | Marcatori | 24:02 Bardaro (Rosa) 26:43 Nigro (Scandella, Bardaro) |

#### Gara 7
| Arbitri: | Miha Bulovec Alex Lazzeri |

| |           | |
| Stevan (Magnabosco, Pietroniro) 01:14 Nigro 11:53 Rosa (Scandella) 17:21 Magnabosco (Conci, Stevan) 26:14 Magnabosco (Conci) 33:16 Stevan (Conci, Pietroniro) 37:47 Conci (Magnabosco, Stevan) 56:38 | Marcatori | 12:12 S. Kostner (Borgatello) 24:54 Caletti (I. Tauferer) 27:31 T. Spinell (Borgatello, Tudin) 29:01 S. Kostner (Cole, V. Ahlström) 56:28 T. Spinell |

## Classifica finale
| Pos. | Squadra          | Naz.                |
| ---- | ---------------- | ------------------- |
| 1    | Asiago           | Italia (bandiera)   |
| 2    | Ritten-Renon     | Italia (bandiera)   |
| 3    | HDD Jesenice     | Slovenia (bandiera) |
| 4    | Val Pusteria     | Italia (bandiera)   |
| 5    | VEU Feldkirch    | Austria (bandiera)  |
| 6    | HK Olimpija      | Slovenia (bandiera) |
| 7    | RB Hockey Jr.    | Austria (bandiera)  |
| 8    | Vipiteno Broncos | Italia (bandiera)   |
| 9    | Cortina          | Italia (bandiera)   |
| 10   | Bregenzerwald    | Austria (bandiera)  |
| 11   | Lustenau         | Austria (bandiera)  |
| 12   | Zell am See      | Austria (bandiera)  |
| 13   | Kitzbühel        | Austria (bandiera)  |
| 14   | Gherdëina        | Italia (bandiera)   |
| 15   | Neumarkt-Egna    | Italia (bandiera)   |
| 16   | Fassa Falcons    | Italia (bandiera)   |
| 17   | KAC 2            | Austria (bandiera)  |

## Verdetti
- Campione della AHL:  Asiago

| Campioni AHL 2017-2018 Asiago Hockey 1935 | Portieri: Frédéric Cloutier, Andrea Longhini, Luca Stevan Difensori: Lorenzo Casetti, Francesco Forte, Alexander Gellert, Gregor Lanziner, Enrico Miglioranzi, Phil Pietroniro, Mike Sullivan Attaccanti: Anthony Bardaro, Federico Benetti (C), Davide Conci, Davide Dal Sasso, Josef Foltin, Marco José Antonio Magnabossco, Giovanni Martello, Anthony Nigro, Simone Olivero, Fabrizio Pace, Stephen Robert Pietrobon, Chad Pietroniro, Marco Rosa, Giulio Scandella, Michele Stevan, Matteo Tessari Staff Tecnico: Tom Barrasso (Allenatore), Francesco Frigo (Ass. allenatore), Gianfilippo Pavone (Ass. allenatore), Nicola Tessari (Ass. Allenatore) |